# Таламантес
Таламантес (ісп. Talamantes) — муніципалітет в Іспанії, у складі автономної спільноти Арагон, у провінції Сарагоса. Населення — 61 особа (2010).
Муніципалітет розташований на відстані близько 220 км на північний схід від Мадрида, 65 км на захід від Сарагоси.

## Демографія
Динаміка населення (INE ):